# SV Baiersbronn
Der SV Baiersbronn ist ein Sportverein aus Baiersbronn in Baden-Württemberg. Obwohl der Verein zeitweise als Breitensportverein bestand, ist er heute vor allem durch seine Wintersportabteilung bekannt.

## Geschichte
Die Anfänge des Sports in Baiersbronn finden sich um die Jahrhundertwende. Neben Turnen gehörte auch der Skilauf zu den bekannten vor Ort ausgeübten Sportarten. 1906 erfolgte die Gründung des Skivereins. Dessen Mitglieder betätigten sich im Sommer mit dem Fußball. Daraufhin wurde am 28. Juni 1926 mit dem VfB Baiersbronn ein Fußballverein gegründet, dem 1928 eine Leichtathletikabteilung angegliedert wurde.
Während der Zeit des Nationalsozialismus erfolgte die Auflösung der Vereine. Am 14. Februar 1946 erfolgte durch den Administrateurgeneral der französischen Besatzungszone in Baden-Baden die Genehmigung zur Neuversammlung. Die schlussendliche Neugründung erfolgte am 1. Februar 1947 mit den Sparten Fußball, Skilauf, Handball, Turnen und Tischtennis.
Die Abteilungen Handball und Turnen verließen den SV Baiersbronn 1949 und gründeten einen eigenständigen Verein.
Die Fußballer spielen aktuell in der Kreisliga A Nördlicher Schwarzwald Staffel 1 (Württemberg).

## Sportstätten

### Loipen

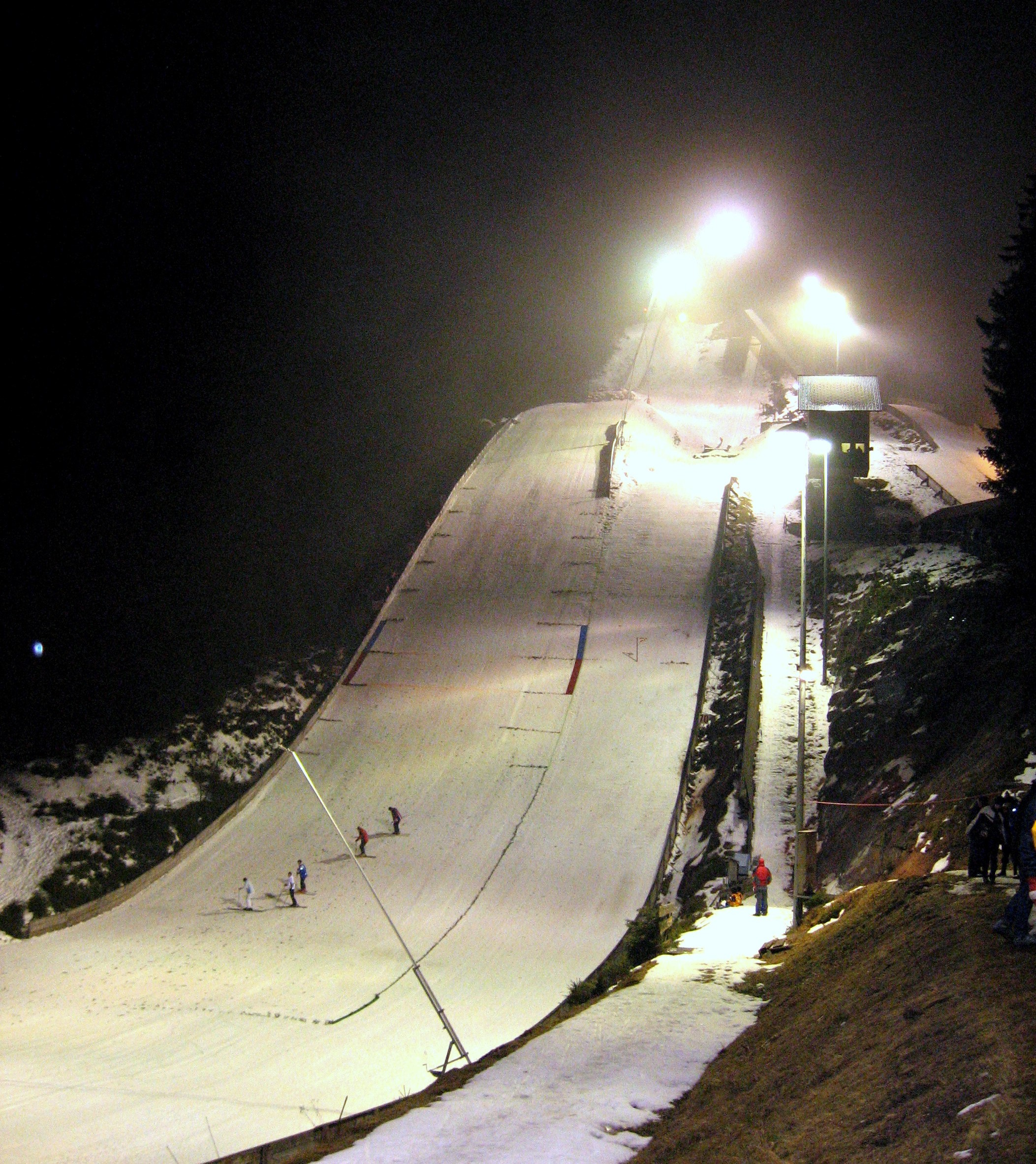
Große Ruhesteinschanze

Neben gut ausgebauten Winterloipen im Umkreis von Baiersbronn, nutzt der Verein im Sommer die Skirollerstrecke des SVSZ Kniebis. Die Rollerstecke ist 2,3 km lang. Die komplette Strecke ist mit Flutlicht ausgestattet, was im Winter auch bei Schnee eine Benutzung bis 22.00 Uhr ermöglicht. Um im Winter für ausreichend Schnee zu sorgen, wurde die Loipe 2002 mit einer Beschneiungsanlage ausgestattet.

### Skisprungschanzen
Die ersten Skischanzen baute der Verein bereits 1908. 1923 erfolgte der Bau der noch heute stehenden und betriebenen Großen Ruhesteinschanze auf der seit 1996 Springen im Continentalcup sowie die Sprung-Wettbewerbe im B-Weltcup der Nordischen Kombination stattfinden. Die Schanzen waren außerdem mehrfach Austragungsort von deutschen Meisterschaften im Skispringen und der Nordischen Kombination. Zudem betreibt der Verein noch eine weitere Mattenschanze am Bergergrund.

### Sportanlage Baiersbronn
Am Rande von Baiersbronn findet sich mit der Sportanlage Baiersbronn ein Stadion mit Rasenplatz und Leichtathletikanlage sowie ein Trainingsplatz mit Kunstrasen.

## Bekannte Sportler
| Sportler          | Sportart              | Wichtigste Erfolge |
| ----------------- | --------------------- | --- |
| Manuel Faißt      | Nordische Kombination | Deutscher Meister im Teamsprint 2013, 2016 und 2018, 3 × Juniorenweltmeister 2013, Weltcupsieg im Team 2013, seit Jahren WeltCup-Mannschaft |
| Andreas Günter    | Nordische Kombination | Juniorenweltmeister im Team 2008 |
| Maren Günter      | Ski Alpin             | Vizejuniorenweltmeisterin 1995 |
| Tobias Haug       | Nordische Kombination | Teilnehmer im Weltcup |
| Andreas Katz      | Skilanglauf           | 2 × Deutscher Meister 2014, Olympiateilnahme 2014 Pyeongchang, WM-Teilnehmer 2019 Seefeld                                                   |
| Jens Kaufmann     | Nordische Kombination | 2 × Silber bei der Winter-Universiade |
| Magdalena Schnurr | Skispringen           | Juniorenweltmeisterin 2009, Deutsche Meisterin im Einzel und im Team 2008                                                                   |
| David Siegel      | Skispringen           | Juniorenweltmeister im Einzel und im Team 2016, Deutscher Meister 2016 und 2018                                                             |
| Svenja Würth      | Skispringen           | 1 × Silber und 1 × Bronze bei Juniorenweltmeisterschaften, 1. Team Wettbewerb WM Lahti                                                      |